# Minehead
Minehead (výslovnost [ˈmainˌhed]) je pobřežní město v Anglii, v hrabství Somerset. Leží na jižním pobřeží Bristolského zálivu.